# Alpha-amylase
α-Amylase hay α-amylaza là một enzyme loại protein thủy phân liên kết alpha của các polysaccharide chứa liên kết alpha như tinh bột và glycogen, tạo ra glucose và maltose. Đây là dạng chủ yếu của amylase được tìm thấy ở người và các động vật có vú khác. Nó cũng có mặt trong các loại hạt giống sử dụng tinh bột như một loại năng lượng dự trữ, và trong chất tiết của nhiều loại nấm.

## Trong sinh lý của con người
Mặc dù tìm thấy nhiều trong các mô, amylase chủ yếu có trong dịch tụy và nước bọt, trong đó có dạng riêng của α-amylase người. Chúng có sự khác nhau về sự tập trung đẳng điện, và cũng có thể được tách ra trong thử nghiệm bằng cách sử dụng các kháng thể đơn dòng đặc biệt. Ở con người, tất cả các đồng dạng amylase liên kết với nhiễm sắc thể 1p21 (xem AMY1A).

### Amylase nước bọt (ptyalin)
Amylase được tìm thấy trong nước bọt và phân giải tinh bột thành Kẹo mạch nha và dextrin. Dạng này của amylase cũng được gọi là "ptyalin / taɪəlɪn /. Nó phân giải các phân tử tinh bột lớn không hòa tan thành tinh bột hòa tan (amylodextrin, erythrodextrin, achrodextrin), tạo ra các đoạn tinh bột nhỏ hơn và cuối cùng là maltose. Ptyalin hoạt động trên các mối liên kết α (1,4) glycosidic thẳng, nhưng hợp chất thủy phân đòi hỏi một loại enzym hoạt động trên các sản phẩm phân nhánh. Amylase nước bọt bị bất hoạt trong dạ dày bởi acid dạ dày. Trong dịch vị có pH 3,3, ptyalin bị bất hoạt hoàn toàn trong vòng 20 phút ở 37 °C. Ngược lại, 50% amylase hoạt động vẫn còn sau khi 150 phút tiếp xúc với dịch dạ dày ở pH 4,3 Cả tinh bột, chất nền cho ptyalin, và sản phẩm (chuỗi ngắn của glucose) có thể bảo vệ nó một phần chống lại sự bất hoạt của axit dạ dày. Ptyalin cho vào pH ở pH 3.0 sẽ bất hoạt hoàn toàn trong 120 phút, tuy nhiên, bổ sung tinh bột ở mức 0,1% sẽ có 10% các enzym còn hoạt động, và bổ sung tương tự tinh bột đến nồng độ 1,0% sẽ có khoảng 40% enzym hoạt động lại ở 120 phút.

#### Điều kiện tối ưu cho ptyalin
Tối ưu pH - 5,6-6,9.
Nhiệt độ cơ thể người: 37 °C
Sự hiện diện của một số anion và hoạt hóa:
Chloride và bromide - hiệu quả nhất
Iodide - ít hiệu quả hơn
Sulfate và phosphate kém hiệu quả nhất.

### Biến thể di truyền ptyalin của con người
Gen amylase nước bọt đã trải qua sao chép trong quá trình tiến hóa, và các nghiên cứu lai tạo DNA cho thấy nhiều cá nhân có nhiều đoạn lặp đi lặp lại song song của gen. Số lượng các bản sao của gen tương quan với mức độ amylase nước bọt, được đo bằng các xét nghiệm thấm protein bằng cách sử dụng các kháng thể kháng amylase của con người Số lượng bản sao gen có liên quan đến tiếp xúc với tiến hóa rõ ràng để các chế độ ăn có tinh bột cao. Ví dụ, một người Nhật Bản có 14 bản sao của gen amylase (một gen tương ứng với 10 bản, và một alen thứ hai với bốn bản) và chế độ ăn uống Nhật Bản có truyền thống chứa một lượng lớn tinh bột gạo. Ngược lại, một người Biaka mang sáu bản (ba bản trên mỗi alen), người Biaka ở rừng nhiệt đới săn bắn hái lượm có truyền thống tiêu thụ một chế độ ăn ít-tinh bột. Perry và các đồng nghiệp cho rằng tăng số lượng bản sao của gen amylase nước bọt có thể có sự phân giải tăng cường trùng với một sự thay đổi một chế độ ăn giàu tinh bột trong quá trình tiến hóa của con người.

#### Amylase tuyến tụy
α-amylase tụy phân cắt ngẫu nhiên các liên kết α (1-4) glycosidic của amylose tạo ra dextrin, maltose, hoặc maltotriose. Nó thông qua một cơ chế chuyển đôi với giữ cấu hình anomeric.

### Trong bệnh lý
Các thử nghiệm đối với amylase được thực hiện dễ dàng hơn đối với lipase, làm cho các kiểm tra chủ yếu được sử dụng để phát hiện và theo dõi viêm tụy. Các phòng thí nghiệm thường sẽ đo amylase tụy hoặc amylase tổng số. Nếu chỉ đo amylase tụy có tăng sẽ không thể phân biệt với quai bị hoặc chấn thương tuyến nước bọt khác.
Tuy nhiên, bởi vì nó có số lượng nhỏ,nên thời gian là rất quan trọng khi lấy mẫu máu để đo chất này. Lấy máu nên được thực hiện ngay sau một cơn đau viêm tụy, nếu không nó sẽ được đào thải nhanh chóng qua thận.
Alpha-amylase nước bọt đã được sử dụng như là một biomarker cho căng thẳng mà không cần lấy máu.

#### Trong xét nghiệm
Nồng độ trong huyết tương tăng lên ở con người được tìm thấy trong:
- Chấn thương tuyến nước bọt (bao gồm cả đặt nội khí quản gây mê)
- Quai bị - do tình trạng viêm các tuyến nước bọt
- Viêm tụy - bởi vì tổn hại đến các tế bào sản xuất amylase
- Suy thận do bài tiết giảm

Tổng số amylasetăng trên giới hạn trên 10 lần của giới hạn trên bình thường (ULN) là gợi ý của viêm tụy. Năm đến mười lần ULN có thể chỉ ra các bệnh về ruột hay tá tràng hoặc suy thận, và độ cao thấp hơn thường được tìm thấy trong bệnh tuyến nước bọt.

### Gen
- nước bọt - AMY1A, AMY1B, AMY1C
- tuyến tụy - AMY2A, AMY2B.

## Trong ngũ cốc
Alpha-amylase hoạt động trong hạt được đo bằng nhiều cách, ví dụ, các chỉ Số Hagberg Perten, một thử nghiệm để đánh giá những thiệt hại của các hạt nảy mầm, hoặc các phương pháp Phadebas.

## Sử dụng trong công nghiệp
Alpha-amylase được sử dụng trong sản xuất ethanol để phá vỡ tinh bột trong hạt thành đường lên men.
Bước đầu tiên trong việc sản xuất xi-rô ngô giàu fructose là trộn lẫn bột ngô với alpha-amylase, tạo ra chuỗi đường ngắn hơn được gọi là oligosaccharides.
Một alpha-amylase được gọi là "Termamyl", có nguồn gốc từ vi khuẩn Bacillus licheniformis, cũng được sử dụng trong một số chất tẩy rửa, đặc biệt là nước rửa chén và de-starching chất tẩy rửa.

## Ức chế chất đệm
Đã có báo cáo rằng phân tử tris bị ức chế bởi alpha-amylase từ một số vi khuẩn, và do đó, chúng không nên được sử dụng trong chất đệm tris.

## Xác định
Một số phương pháp có thể xác định đối với hoạt động của alpha-amylase, và các ngành công nghiệp khác nhau có xu hướng dựa vào các phương pháp khác nhau. kiểm tra bằng Iod tinh bột là một sự phát triển của các phương pháp kiểm tra bằng Iod, được dựa trên thay đổi màu sắc, như alpha amylase làm thoái hóa tinh bột và thường được sử dụng trong nhiều ứng dụng. Một kiểm tra tương tự như thử nghiệm trong công nghiệp sản xuất Amylase Phadebas, được sử dụng như là một bài kiểm tra về chất lượng và số lượng trong nhiều ngành công nghiệp khác như chất tẩy rửa, thực phẩm khác nhau, ngũ cốc, mạch nha, và sinh học pháp y.